# Aeonium lidii
Aeonium lidii là một loài thực vật có hoa trong họ Crassulaceae. Loài này được Sunding & Kunkel miêu tả khoa học đầu tiên năm 1972.